# Lourdes Guerra Pérez
Lourdes Dolores Guerra Pérez (geboren am 11. Februar 1990 in Las Palmas de Gran Canaria) ist eine spanische Handballspielerin auf der Position Torwart.

## Vereinskarriere
Sie begann mit dem Handball bei Rocasa Gran Canaria. wechselte dann zu Caja Rural Aula Valladolid, bei dem sie elf Spielzeiten lang aktiv war. Im Juni 2022 wechselte sie zum in der División de Honor Oro spielenden Verein Elda Prestigio. Im November 2022 wurde sie als Ersatz für die verletzte Silvia Navarro vom in der División de Honor spielenden Verein Rocasa Gran Canaria verpflichtet.
Mit dem Verein aus Valladolid nahm sie an europäischen Vereinswettbewerben teil.

## Auswahlmannschaften
Guerra bestritt erstmals am 3. November 2006 ein Spiel für eine spanische Nachwuchsauswahl. Bis zum 12. August 1999 absolvierte sie 43 Länderspiele für die spanische Jugendnationalmannschaft sowie 43 Partien für die spanische Jugendnationalmannschaft. Mit der Jugendauswahl gewann sie im Jahr 2007 die Silbermedaille bei der U-17-Europameisterschaft.
Am 24. März 2018 gab sie ihr Debüt für die spanische A-Nationalmannschaft, ein weiteres Spiel bestritt sie am 25. März 2018.